# 南諾維奇 (英國國會選區)
南諾維奇（英語：Norwich South），英國國會一自治市選區，包括英格蘭東部諾福克郡諾里奇南部和南諾福克區一小部。始設於1950年。
本區早期支持保守黨，1987年後支持工黨。2010年大選中自由民主黨的西門·萊特以29.4%，即310張選票勝出該區，使之成為英格蘭東四個由自民黨控制的選區之一。